# Александър Хаджипанов
Вижте пояснителната страница за други личности с името Александър Панов.
Александър Хаджипанов Илиев, известен и като Алексо Панов (изписване до 1945 година: Александъръ х. Пановъ Илиевъ), е български революционер, битолски деец на Вътрешната македоно-одринска революционна организация.

## Биография
Александър Хаджипанов е роден през 1875 година в град Прилеп, тогава в Османската империя. Учи българската мъжка гимназия в Солун, където през 1894 година става един от първите присъединили се към ВМОРО. Завършва в 1894 година с деветия випуск и в 1894/1895 година преподава в родния си град, където участва в създаването на революциония комитет на ВМОРО заедно с Даме Груев, Йордан Гавазов и Йордан Попкостадинов и е негов пръв председател. Следва Даме Груев при основополагането на революционните комитети на Битолския революционен окръг и участва на Ресенския конгрес на организацията. Председателства Прилепския революционен комитет до 1895 година, когато записва електроинженерство в Париж, но се разболява и се завръща в Солун, където умира на 19 октомври 1900 година.